# Nullator

Verbeelding van een nullator.

Een nullator is een netwerksymbool uit de elektrotechniek. Deze tweepool heeft als eigenschap dat er geen stroom doorheen loopt en dus geen spanning over staat. De bijbehorende netwerkvergelijkingen zijn aldus I=0, U=0. Een nullator wordt meestal gebruikt als ingangstweepool van een ideale Opamp, waar geen stroom naar binnen loopt. 
Een symbool dat als tegenhanger van de nullator kan worden gezien is de norator.